# Pro-Fit
Pro-Fit Inc. (有限会社プロ・フィット Yūgen-gaisha Puro Fitto?) es una agencia de talentos ubicada en Tokio y fundada el 4 de noviembre de 2003, la cual trabaja con seiyūs.

## Miembros oficiales

### Masculinos
- Kenichi Mine
- Minoru Shiraishi
- Nobuhiko Okamoto
- Ryo Sugisaki
- Shinya Takahashi
- Taro Masuoka

### Femeninos
- Ai Fairouz
- Ai Kayano
- Aoi Yūki
- Fumi Morisawa
- Kumiko Nakane
- Marie Miyake
- Natsumi Takamori
- Nozomi Masu
- Sachiko Okada
- Ikumi Hasegawa

## Miembros a prueba

### Masculinos
- Kaito Ishikawa
- Kōji Seki
- Kōichi Sōma
- Kōsuke Kobayashi
- Masato Nishino

### Femeninos
- Juri Nagatsuma
- Rie Haduki
- Shizuka Ishigami

## Miembros en custodia

### Masculinos
- Haruki Ishiya
- Hiroshi Watanabe

### Femeninos
- Keiko Manaka
- Megu Sakuragawa

## Miembros históricos

### Masculinos
- Yoku Shioya
- Seinosuke Nakamura

### Femeninos
- Manami Komori

## Antiguos miembros

### Masculinos
- Minoru Shiraishi

### Femeninos
- Ryōko Tanaka